# アルゼンチンの世界遺産

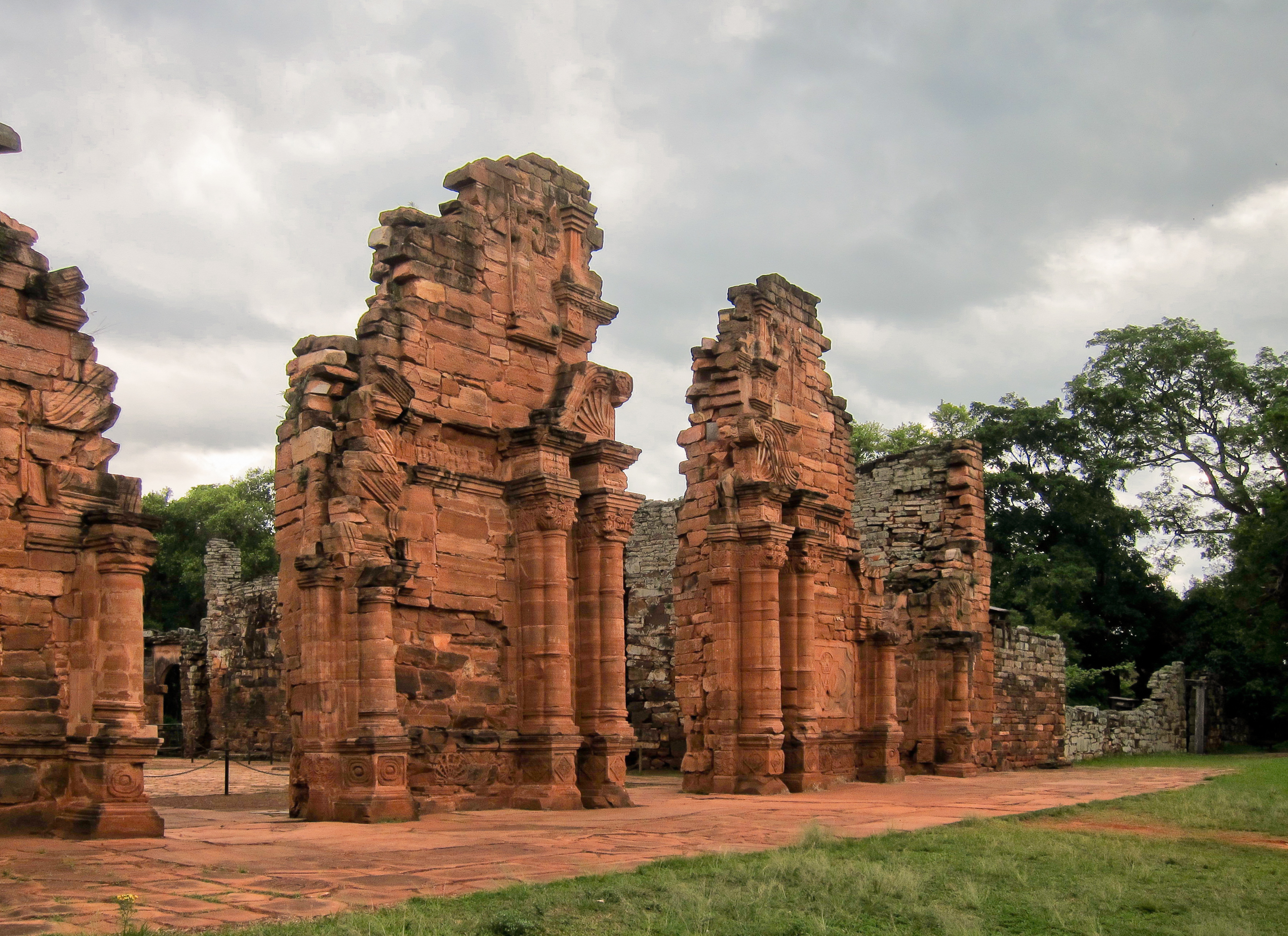
サン・イグナシオ・ミニ

アルゼンチンの世界遺産 (アルゼンチンのせかいいさん)はユネスコの世界遺産に登録されているアルゼンチン共和国内の文化・自然遺産の一覧。

## 文化遺産

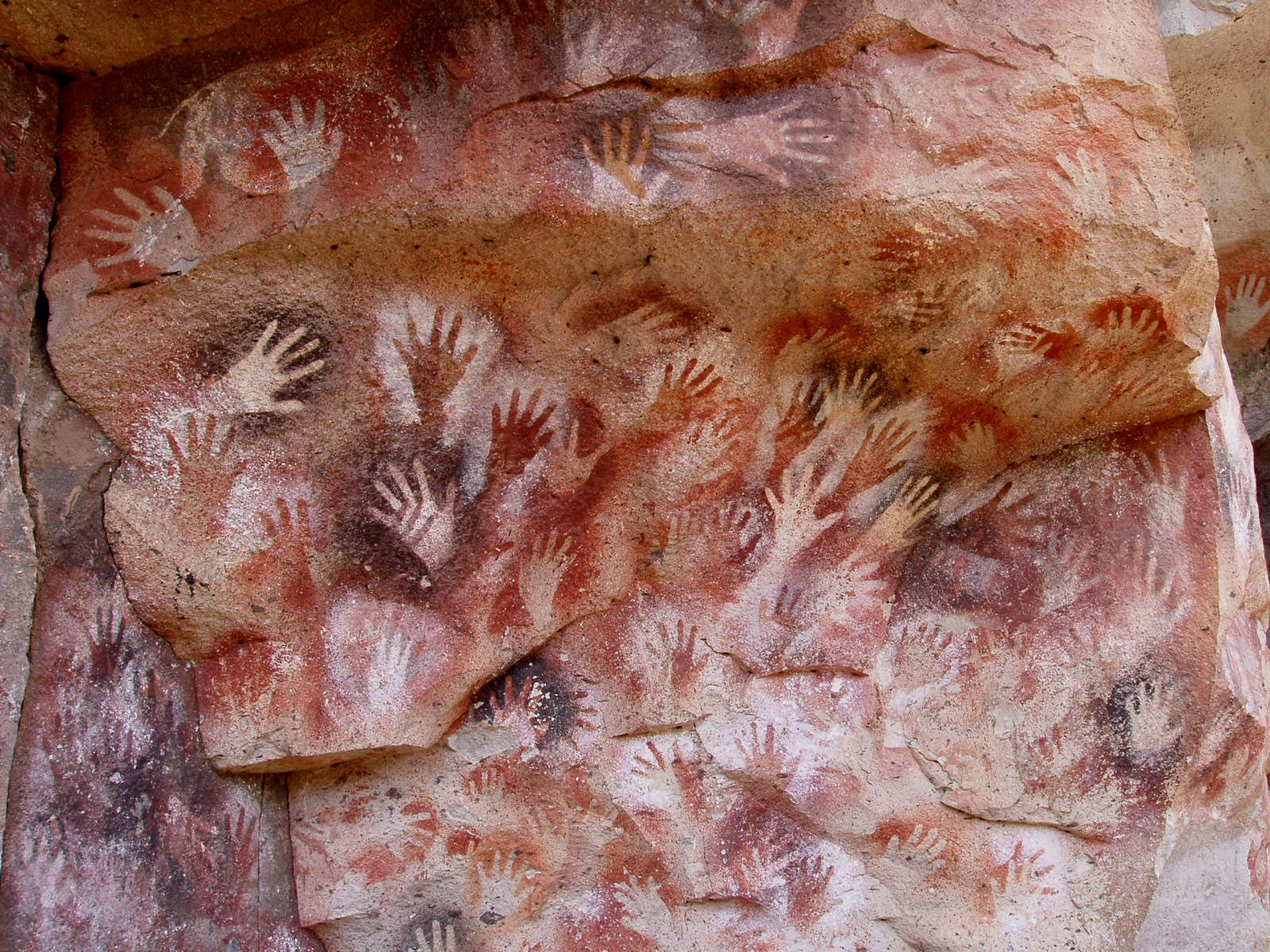
リオ・ピントゥラスのクエバ・デ・ラス・マノス

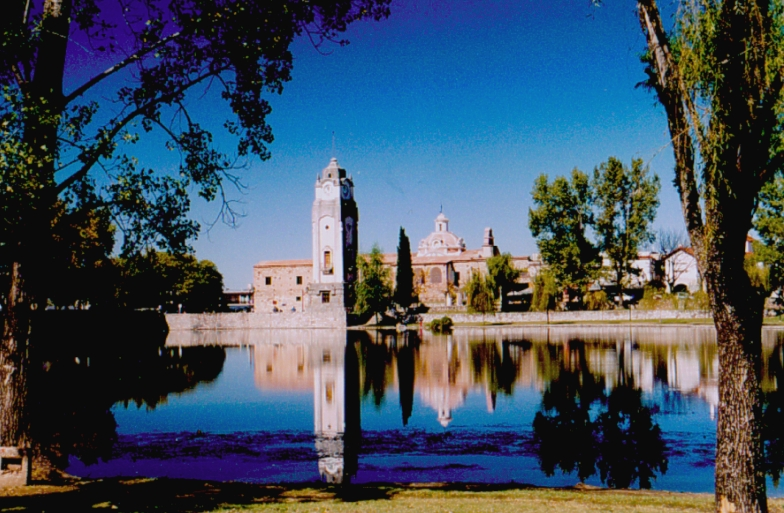
コルドバのイエズス会伝道所とエスタンシア群

- グアラニーのイエズス会伝道所群 - (1983年、1984年拡大)
  - サン・イグナシオ・ミニ
  - ヌエストラ・セニョーラ・デ・サンタ・アナ
  - ヌエストラ・セニョーラ・デ・ロレート
  - サンタ・マリア・ラ・マジョール
  - サン・ミゲル・ダス・ミソンイス遺跡(ブラジル)
- リオ・ピントゥラスのクエバ・デ・ラス・マノス - (1999年)
- コルドバのイエズス会伝道所とエスタンシア群 - (2000年)
- ケブラーダ・デ・ウマワーカ - (2003年)
- アンデスの道路網カパック・ニャン - (2014年)
- ル・コルビュジエの建築作品-近代建築運動への顕著な貢献-（ほか6か国と共有）- (2016年)

## 自然遺産
- ロス・グラシアレス - (1981年)
- イグアス国立公園 - (1984年)
- バルデス半島 - (1999年)
- イスキグアラスト/タランパヤ自然公園群 - (2000年)
- ロス・アレルセス国立公園 - （2017年）

## 複合遺産
なし

## 地域別

### コルドバ州
- コルドバのイエズス会伝道所とエスタンシア群

### サンタ・クルス州
- ロス・グラシアレス
- リオ・ピントゥラスのクエバ・デ・ラス・マノス

### サン・フアン州
- イスキグアラスト/タランパヤ自然公園群

### チュブ州
- バルデス半島
- ロス・アレルセス国立公園

### ブエノスアイレス州
- ル・コルビュジエの建築作品-近代建築運動への顕著な貢献-（ほか6か国と共有）

### フフイ州
- ケブラーダ・デ・ウマワーカ

### ミシオネス州
- グアラニーのイエズス会伝道所群
- イグアス国立公園